# I Did It My Way
I Did It My Way – album koncertowy Elvisa Presleya, składający się z koncertu (28 kwietnia 1977 w Greenbay plus bonusy z 2 czerwca 1977 z Mobile w Alabamie tj. ostatnie wersje na żywo "An American Trilogy" i "Polk Salad Annie".

## Lista utworów
1. "Also sprach Zarathustra"
2. "See See Rider"
3. "I Got a Woman – Amen"
4. "Love Me"
5. "If You Love Me"
6. "You Gave Me a Mountain"
7. "Danny Boy (S.Nielson)"
8. "Walk with Me (S.Nielson)"
9. "Jailhouse Rock"
10. "’O sole mio – It’s Now or Never"
11. "Little Sister"
12. "My Way
13. "Intros - Delta Lady"
14. "Hawaiian Wedding Song"
15. "Hound Dog"
16. "Funny How Time Slips Away"
17. "Can’t Help Falling in Love"
18. "Closing Vamp"

## Bonusy
1. "An American Trilogy" (Mobile, AL. 2 czerwca 1977, Evening Show)
2. "Poke Salad Annie" (Mobile, AL. 2 czerwca 1977, Evening Show)
3. "Unchained Melody" (Mobile, AL. 2 czerwca 1977, Evening Show)